# TD Waterhouse Cup 2004
Il TD Waterhouse Cup 2004  è stato un torneo di tennis giocato sul cemento. È stata la 24ª edizione del TD Waterhouse Cup, che fa parte della categoria International Series nell'ambito dell'ATP Tour 2004.  Il torneo si è giocato a Long Island negli USA, dal 23 al 29 agosto 2004.

## Campioni

### Singolare maschile
Lleyton Hewitt ha battuto in finale  Luis Horna con il punteggio di 6–3, 6–1

### Doppio maschile
Antony Dupuis /  Michaël Llodra hanno battuto in finale  Yves Allegro /  Michael Kohlmann con il punteggio di 6–2, 6–4